# V. Pudur
V. Pudur è una suddivisione dell'India, classificata come town panchayat, di 8.037 abitanti, situata nel distretto di Thoothukudi, nello stato federato del Tamil Nadu. In base al numero di abitanti la città rientra nella classe V (da 5.000 a 9.999 persone).

## Geografia fisica
La città è situata a 09° 17' 42 N e 78° 07' 57 E.

## Società

### Evoluzione demografica
Al censimento del 2001 la popolazione di V. Pudur assommava a 8.037 persone, delle quali 4.009 maschi e 4.028 femmine. I bambini di età inferiore o uguale ai sei anni assommavano a 920, dei quali 486 maschi e 434 femmine. Infine, coloro che erano in grado di saper almeno leggere e scrivere erano 5.515, dei quali 3.124 maschi e 2.391 femmine.